# Eucorydia forceps
Eucorydia forceps är en kackerlacksart som först beskrevs av Hanitsch 1915.  Eucorydia forceps ingår i släktet Eucorydia och familjen Polyphagidae. Inga underarter finns listade i Catalogue of Life.